# Statue of Unity

Jämförelse mellan höga monument:
1.Statue of Unity 240 meter (inklusive ett 58 meter högt fundament)
2.Zhongyuan-Buddha 153 meter (inklusive en 25 meter hög piedestal och en 20 meter hög tron)
3.Frihetsgudinnan 93 meter (inklusive ett 47 meter högt fundament)
4.Fosterlandet kallar 87 meter (inklusive ett 2 meter högt fundament)
5. Cristo Redentor 38 meter (inklusive ett 8 meter högt fundament)
6.David 5,17 m (exklusive en 2,5 meter hög plint)

Statue of Unity är en monumentalskulptur över den indiske politikern Vallabhbhai Patel nära Rajpipla i distriktet Narmada i Gujarat i Indien. Den är 182 meter hög och står på en ö i floden Narmada.
Monumentområdet upptar två hektar och omges av Sardar Sarovardammen. Det ritades av skulptören Ram V. Sutar och uppfördes av det indiska byggnads- och anläggningsföretaget Larsen & Toubro. Byggnadsarbetet påbörjades i oktober 2014 och slutfördes i oktober 2018.

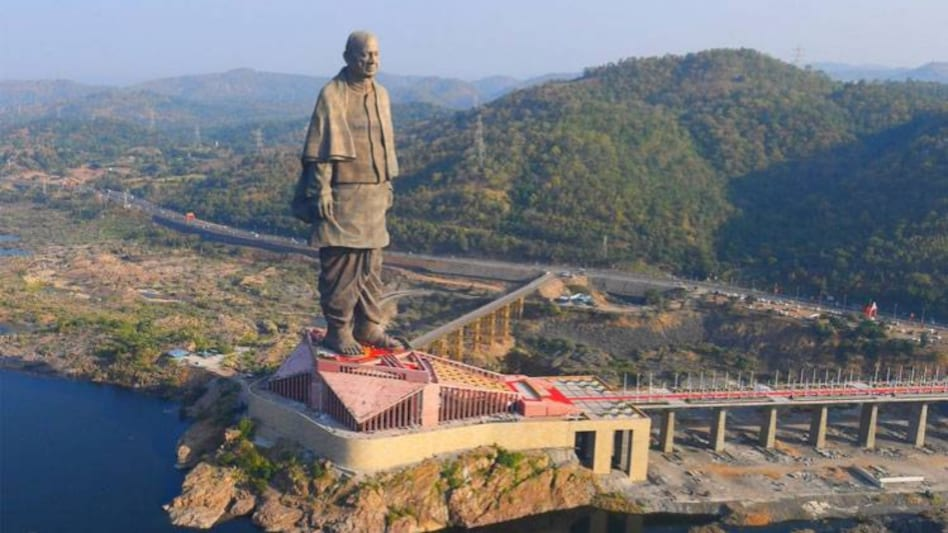
Flygbild 2018

Projektplanerna offentliggjordes i oktober 2010. Stiftelsen The Sardar Vallabhbhai Patel Rashtriya Ekta Trust bildades av Gujarats regering för ändamålet. Insamlingsprojektet "Statue of Unity Movement" organiserades för att finansiellt stödja uppförandet av statyn. Denna hjälpte till med att samla in stål för bygget genom att be indiska bönder att skänka sin utslitna jordbruksutrustning. Till slut hade 5 000 ton samlats in.

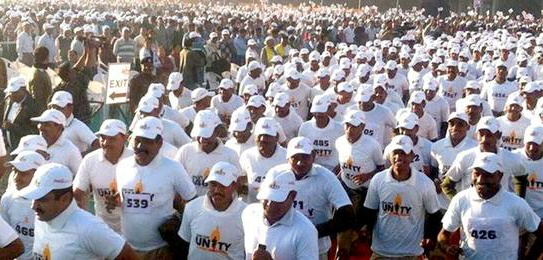
Run for Unity december 2013

Statyn avbildar Vallabhbhai Patel, som var Indiens första biträdande premiärminister och ansvarig för sammansmältningen av hundratals indiska småstater till det moderna Indien under 1940- och 1950-talen.

## Finansiering
Skulpturprojektet är ett Public Private Partnership med huvuddelen av medel lämnad av delstaten Gujarats regering. Denna har anslagit motsvarande 84 miljoner USA-dollar för projektet i budgetarna för åren 2012 till 2015.I Indiska unionsregeringens budget för budgetåret 2014-2015 anslogs motsvarande 33 miljoner USA-dollar för projektet.

## Uppförande

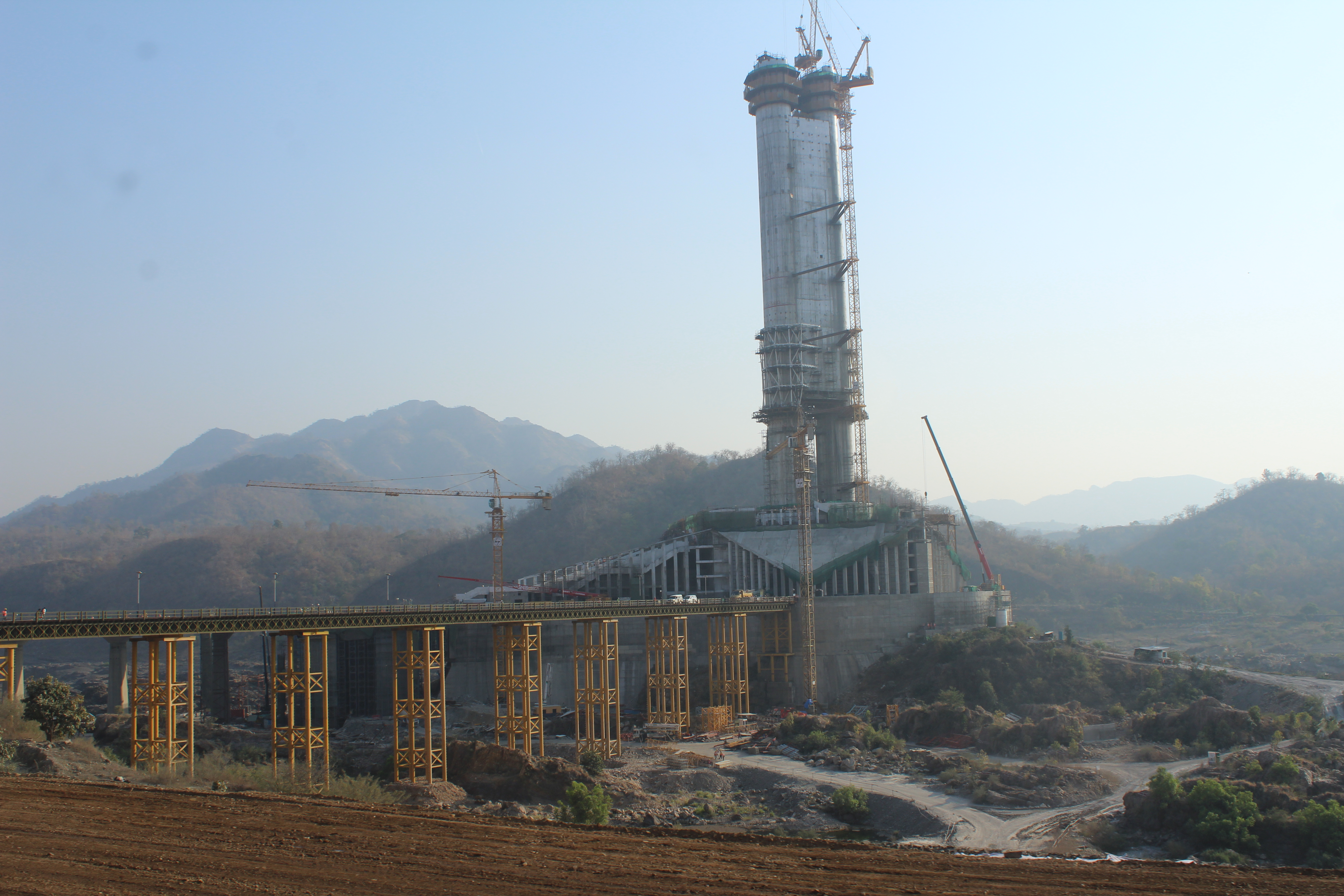
Monumentet under uppförande januari 2018

Narendra Modi, då försteminister i Gujarat, lade grundstenen den 31 oktober 2013.
Larsen & Toubro fick kontrakt för  byggnationen i oktober 2014. Företaget anställde 3 000 byggnadsarbetare och 250 ingenjörer för projektet. Monumentets kärna använde 210 000 kubikmeter betong, 6 500 ton byggnadsstål och 18 500 ton armeringsjärn. Höljet består av 565 stora och 6 000 mindre bronsplattor med en sammanlagd vikt på 1 700 ton. Bronsplattorna blev gjutna i Kina, eftersom det saknades resurser för detta i Indien.
Byggnationen var klar i oktober 2018 och invigningsceremonin hölls den 31 oktober under ledning av Narendra Modi, nu premiärminister i den indiska unionsregeringenen.
Statue of Unity är 2018 den högsta skulpturen i världen, 54 meter högre än Zhongyuan-Buddha i Henanprovinsen i Kina. Skulpturen är byggd för att stå emot vindhastigheter på upp till 36 meter per sekund och jordskalv på upp till 6,5 på Richterskalan.  
De två torn i betong som utgör skulpturens ben har vardera två hissar med plats för 26 personer. Dessa tar besökarna upp till utsiktsgalleriet, som ligger 153 meter upp, på drygt 30 sekunder. Under statyn finns en byggnad med ett museum.